# АЗК-5
АЗК-5 «Тембр» (Індекс ГРАУ — 1Б17) — радянський/український автоматизований звукометричний комплекс пасивної дії, який призначений для виявлення координат вогневих позицій артилерії противника. Комплекс розроблений у Спеціальному конструкторському бюро «Молния» в місті Одеса у 1970-х роках.

## Технічний опис
Автоматизований звукометричний комплекс АЗК-5 оснащений звукометричною апаратурою, цифровою обчислювальною машиною, засобами: топогеодезичною прив'язкою, вимірювання наземних метеоелементів, радіо- і дротового зв'язку, електроживлення, життєзабезпечення.
Комплекс розміщений на п'яти автомобілях ЗіЛ-131, які мають обладнанні кузови (КУНГ) для розміщення апаратури і робочі місця для обслуг. Три автомобіля базних пунктів (С-1) однотипні. Два автомобіля призначені для розміщення апаратури обробки (С-2) і засобів радіозв'язку (С-3) центрального пункту.
У машині базного пункту (МБП) розміщена звукометрична апаратура для прийому й обробки акустичних сигналів, які виникають при пострілах артилерійських гармат (мінометів, розривань артилерійських снарядів чи мін), і передачі отриманих у результаті обробки інформації на центральний пункт. В МБП розміщені також прилади топогеодезичної прив'язки звукопосту акустичної бази і засоби зв'язку.
В апаратній машині центрального пункту (АМЦП) розміщена апаратура вторинної обробки інформації, яка надходить з базних пунктів (БП), для визначення координат об'єктів, які вистежуються, при веденні розвідки і відхилень розривань снарядів (мін) від цілі при обслуговуванні стрільби.
В машині радіозв'язку центрального пункту (МРЦП) розміщена апаратура внутрішнього радіозв'язку комплексу, засобів радіозв'язку із зовнішніми абонентами і метеорологічними приладами.

## Принцип роботи
Визначення акустичного сигналу, який виникає при пострілі вогнепальної зброї, використовується в артилерії для визначення місцезнаходження гармат противника. В його основі лежить метод Миколи Альбертовича Бенуа (1909 р.) — визначення розташування джерела звуку за різницею часу приходу на просторово розподілені акустичні приймачі. Цей принцип використовується в автоматизованих акустичних комплексах АЗК-5 і АЗК-7.
Комплекс АЗК-5 призначений для роботи в автоматизованому режимі, але має можливість функціювання в аварійному режимі ручної обробки інформації.
За сприятливих умов чутності на середньопересіченій місцевості комплекс забезпечує засікання:
- артилерійських гармат, які здійснюють залпи на дальності до 12-16 км;
- мінометів — до 5-8 км.

В таких самих умовах наземні розривання артилерійських снарядів калібру 122—152 мм засікаються на дальності до 8-12 км, повітряні розривання — до 12-16 км.
Отримані комплексом АЗК-5 координати вистежених об'єктів, в залежності від умов роботи, можуть визначатися або з характеристикою «точно», або з характеристикою «наближено».
При роботі з урахуванням систематичної похибки або висотних метеоданих, а також при виконанні певних вимог за умовами засікання забезпечується отримання точних координат об'єктів, які вистежуються, з характеристикою «точно», серединні похибки яких становлять:
- при засіканні вогневих позицій артилерії — до 0,8 % дальності і 3-4 поділки кутоміра у напрямку, рахуючи від геометричної бази;
- при засіканні вогневих позицій мінометів — до 1 % дальності і до 5 поділок кутоміра у напрямку.

Якщо хоча б одна з вимог до умов роботи АЗК і засікання об'єктів не виконана, отримані координати об'єктів, які вистежуються, вважаються наближеними.
Точні координати можуть бути використані для вогневого ураження цілі через будь-який проміжок часу, якщо вона не змінила вогневу позицію.
Наближені координати мають бути використані у найкоротший термін. При цьому необхідно проводити пристрілювання по цілі, або перенесення від пристріляного звукового репера з тим самим підрозділом АЗР.
Комплекс АЗК-5 забезпечує розвідку у смузі шириною до 10-12 км.
На розгортання комплексу у бойовий порядок і топогеодезичну прив'язку за картою (фотознімком) з використанням навігаційної апаратури (топогеодезичних приладів) силами і засобами звукометричного підрозділу треба:
- з використанням засобів радіозв'язку — до 1 год.;
- з використанням дротового зв'язку — до 2 год.

При розгортанні комплексу в складних умовах (вночі, зимою, в лісисто-болотистій місцевості) норми часу можуть бути збільшені у півтори-два рази.
На згортання бойового порядку підрозділу АЗР, розгорнутого на засобах радіозв'язку, потрібно до 40 хв., на дротових лініях — 1,5 год.

## Переваги та недоліки
Перевагою автоматизованих звукометричних комплексів є те, що в їх основу був закладений пасивний принцип дії, завдяки чому АЗК-5 і АЗК-7 під час визначення координат вогневих засобів противника не випромінюють власних сигналів, які могли б демаскувати «робочі» позиції комплексів детекторним системам противника. Таким чином комплекси залишаються непомітними, що запобігає ризику потрапляння під вогонь ворожих засобів ураження.
Недоліком принципів, закладених в автоматизованих звукометричних комплексах АЗК-5 і АЗК-7, є нездатність їх використання для наведення високоточної зброї (ВТЗ), так як він дозволяє тільки визначати розташування вогневих засобів противника. Для коригування траєкторії випущеного снаряду інформації, отриманої від цих комплексів, недостатньо, так як вони, з одного боку, знаходяться досить далеко від цілі (що знижує точність визначення координат) і, з іншого боку, у них відсутній функціональний зв'язок з цим снарядом. Крім того, ці комплекси характеризуються обмеженою живучістю, що обумовлено необхідністю участі особового складу у трудомісткій і небезпечній операції встановлення звукоприймачів в зоні, наближеної до території противника. В умовах локальних конфліктів, за відсутністю чітких меж території, зайнятих противником, і застосування противником зброї відносно невеликого калібру (міномети, стрілецька зброя), використання автоматизованих звукометричних комплексів малоефективне і може призвести до невиправданих втрат особового складу.

## На озброєнні
- Україна: Комплекси АЗК-5 були повернуті на озброєння РВіА СВ ЗС України у зв'язку з необхідністю подібних систем для виконання завдань за призначенням у зоні проведення Антитерористичної операції[4].
- Польща: Станом на 2012 рік комплекси «Тембр» стоять на озброєнні РВіА Війська Польського[5].

## Бойове застосування
Відомо, що під час війни на Донбасі українські військові використовували автоматизовані звукометричні комплекси АЗК-5.